# Svetlopoljansk
Svetlopoljansk è una cittadina della Russia europea centro-settentrionale, situata nella oblast' di Kirov; appartiene amministrativamente al rajon Verchnekamskij.